# Клише-верр
Клише-верр (фр. cliché verre; также техника печати на стекле) — разновидность «полуфотографической» гравюры. В этой технике сначала создается изображение на прозрачной поверхности, такой как стекло, тонкая бумага или пленка, затем оно помещается в темном помещении на светочувствительную бумагу, которая потом подвергается действию света. Таким образом изображение, сделанное на пластине, служит фотографическим негативом, избирательно пропускающим свет на бумагу. Клише-верр позволяет сделать любое количество копий изображения. Уникальное преимущество техники заключается в простоте получения зеркальной копии — надо просто перевернуть пластину, однако копия теряет резкость при печати гладкой стороной стекла к бумаге.
Для создания изображений на пластинке применяются различные методы, например, рисование красками и карандашом. Но наиболее распространенным методом, который использовали Коро и многие французские художники барбизонской школы, является нанесение чернил или красок по всей поверхности стекла, которые затем сцарапываются, в результате чего стекло остается прозрачным там, где на гравере нужен черный цвет. Для рисования годится практически любой непрозрачный материал, способный высохнуть на стекле, используется лак, свечная копоть и тому подобное. Cliché verre с французского переводится как «стеклянная пластина»: cliché — печатная форма, verre — стекло. В разных языках для обозначения техники существовало множество других названий, но ни одно из них не задержалось.
Клише-верр пережила три этапа истории. Сначала ее использовали во Франции в 1853—1875 годы, чаще всего для изображения пейзажей, затем она распространилась на Германию и другие страны. После перерыва клише-верр начали применять художники-модернисты, в основном в Париже, вероятно, первым из них стал Поль Клее в 1902 году. С 1970-х годов она стала популярной в Америке. Но, вопреки надеждам энтузиастов, применить технику для массовой печати изображений не удалось, поскольку она оказалась «менее предсказуемой и более дорогой», чем обычные процессы печати.

## История
Технику изобрел английский пионер фотографии Генри Фокс Тальбот «осенью 1834 года, пребывая в Женеве», как он позже писал, занимаясь фотограммой, контактно-негативным процессом для получения отпечатков плоских объектов, таких как листья. В 1839 году он описал технику в Королевском обществе (в котором состоял сам) Он напечатал несколько гравюр в этой технике. Автор изображений для гравюр неизвестен; как объяснял Тальбот, отправляя гравюру ветряной мельницы, его рисунок был слишком плохим. Фактически именно это побудило его заняться фотографией. Спустя два месяца еще два англичанина заявили Королевскому обществу об изобретении практически таких же техник, возник спор о первенстве, но до суда не дошло. В 1841 году технику описал Т. Х. Филдинг в «Искусстве гравировки», а также Роберт Хант в своем руководстве по фотографии. Но, похоже, в самой Англии и тогда, и позже мало кто использовал эту технику.
Более плодотворным оказалось вовлечение французов в 1850-х годах, которое началось с группы из Арраса, состоящей из художника Константа Дютийё, фотографа Адальбера Кувелье и учителя рисования Л. Грангийома. В своей технике они покрывали пластину белым свинцовым порошком, создавая белую поверхность, на которой рисовали печатными чернилами. Под пластину помещали черную ткань, чтобы после удаления «основы» изображение получалось в виде черных линий на белом фоне, такое же как при печати. Они познакомили с техникой друга Дютийё французского пейзажиста Жана-Батиста-Камиля Коро, основателя барбизонской школы, в 1853 году, когда тому было уже под шестьдесят, и за последующие 20 лет он создал около 65 изображений.
Кроме Коро клише-верр использовали и другие художники барбизонской школы, в основном в течение следующих 20 лет: Жан-Франсуа Милле, Теодор Руссо и Шарль-Франсуа Добиньи, вероятно, самый плодовитый и успешный из всех в этой технике. Сюжетно они продолжали свои другие работы, в основном это были пейзажные и жанровые сюжеты. Большинство из них уже занимались офортом в начале французского возрождения офорта. Считается, что, в отличие от Коро и прочих, Добиньи печатал в большинстве случаев сам. Он был опытным офортистом и иногда создавал оттиски сразу в обеих техниках. В 1862 году у него было 17 пластин. Он использовал различные техники травления, такие как рулетка для создания множества точек, чтобы получить тональные эффекты, а также мазки кистью.
Многие другие художники экспериментировали с клише-верр и оставили после себя несколько образцов. Это Эжен Делакруа (1854 г., единственное изображение см. ниже), Пауль Клее (1902 г.), Ман Рэй (1917 г.), Пикассо (изменение обычных фотографических негативов, снятых другими людьми), Макс Эрнст (1931 г.) и Брассай (1930-е гг.). В 1940-х годах американский фотограф Генри Холмс Смит изобрел новый эффект, капнув густой кукурузный сироп на тарелку, дав ему высохнуть и увеличив изображение. Это дало тональные эффекты по краям «куполов» засохшего сиропа. Также он применял цветную бумагу для получения эффектов цвета. К этому моменту большинство художников использовали технику при создании абстрактных произведений, часто добавляя эффекты случайности в духе капельной живописи.
В 1970-е техника испытала небольшое возрождение, в основном в Америке. Несколько современных художников разработали способы получения разных типов линий, тонов, текстур и цветов, экспериментируя с пленкой, матовым майларом, красками и чернилами, а также разнообразием инструментов рисования, травления, царапания, трения и нанесения мазков. Еще один вид клише-верр - царапание негатива. Также использовали фломастеры для рисования на фотопленке и рисование песком на стекле. Были исследованы различные способы создания полихромных (разноцветных) изображений, в базовой технике использовали другие материалы в коллажах и др.

## Печать на стекле
Прямой перевод cliché verre с французского дает «печать на стекле», но этот термин обычно не используется, потому что имеет другое значение. Так называют оттиск, который наклеивается на нижней стороне стекла, затем бумагу осторожно стирают, чтобы красящая пленка осталась на стекле. Затем его раскрашивают вручную и обрамляют как элемент декора. Они были распространены в конце XVII и XVIII веков наряду с меццо-тинто.

## Галерея
- Тигр в ловушке, единственная клише-верр Эжена Делакруа, 1854 год. Обычно печатается зеркально.
- Теодор Руссо, La Plaine de la Plante à Biau, 1867 г.
- Ян Вейсенбрух, The Steigerpoort in Leerdam, 1862
- Жан-Франсуа Милле, La Précaution maternelle, 1862 г.
- Абстрактное произведение итальянского фотографа Паоло Монти, 1970 г.